# Luscious Jackson
I Luscious Jackson sono un gruppo alternative/pop rock statunitense formatosi nel 1991.

## Storia del gruppo
Nel 1991  Jill Cunniff e Gabby Glaser registrarono il primo demo delle Luscious Jackson con il denaro proveniente dalle mance del ristorante in cui lavoravano. La prima performance dal vivo fu quella del concerto di apertura per i Cypress Hill ed i Beastie Boys.

## Discografia
- In Search of Manny EP - (1992)
- Natural Ingredients - (1994)
- Fever in Fever Out - (1996)
- Electric Honey - (1999)
- Greatest Hits - (2007)
- Magic Hour - (2013)
- Baby DJ - (2013)

## Formazione
- Jill Cunniff - voce, basso
- Gabby Glaser -  voce, chitarra
- Kate Schellenbach - batteria
- Vivian Trimble - tastiere